# 福祉施設
福祉施設（ふくししせつ）とは各種の法律に則り、社会福祉のためにつくられた施設のこと。
職員には、介護福祉士、社会福祉士、精神保健福祉士の3福祉士のほか、非常勤（一部施設は常勤）の医師や看護師、指導員、保育士などがいる。

## 児童福祉施設
児童福祉法により定められた児童に対し、社会福祉を提供する施設のこと。
基本的には児童福祉法に児童として定められている期限の18歳の誕生日までの利用になるが、児童の状態や障がいなどを考え短縮（16歳から自立）または延長（22歳 - 23歳）も可能。
知的障害児は環境の変化に弱いため、知的障害者施設も併設してあるところが多くある。

## 種類
- 児童福祉施設（児童福祉法）
- 老人福祉施設（老人福祉法）
- 障害者福祉施設
- 身体障害者施設（身体障害者福祉法）
- 知的障害者更生施設（知的障害者福祉法）
- 精神障害者施設（精神保健及び精神障害者福祉に関する法律）
- 重症重心身障害者施設
- 障害者支援施設（障害者の日常生活及び社会生活を総合的に支援するための法律）